# Красановићи
Красанопоље је насељено мјесто у општини Братунац, Република Српска, БиХ. Према попису становништва из 2013. у насељу је живјело 286 становника.

## Становништво
| Демографија | Демографија | Демографија |
| Година      | Становника  | Становника  |
| ----------- | ----------- | ----------- |
| 1948.       | 281         |             |
| 1953.       | 284         |             |
| 1961.       | 502         |             |
| 1971.       | 448         |             |
| 1981.       | 565         |             |
| 1991.       | 532         |             |
| 2013.       | 286         |             |